# Typosyllis glarearia
Typosyllis glarearia är en ringmaskart som beskrevs av Westheide 1974. Typosyllis glarearia ingår i släktet Typosyllis och familjen Syllidae. Inga underarter finns listade i Catalogue of Life.